# Victor Nessler
Victor Ernst Nessler (Baldenheim, 1841 - Estrasburg, 1890) fou un compositor alsacià. Va estudiar teologia a la Universitat d'Estrasburg, però finalment es dedicà a la música quan el 1864 compongué l'òpera Fleurette. Marxà a Leipzig per a completar els seus estudis musicals amb el professor Moritz Hauptmann.
És conegut, entre d'altres, per les seves òperes Der Rattenfänger von Hameln (El flautista d'Hameln) composta a Leipzig el 19 de març de 1879, i Der Trompeter von Säckingen (El trompetista de Säckingen) composta a Leipzig el 4 de maig de 1884 i basada en el poema de Joseph Viktor von Scheffel.
El 28 de maig de 1890 va morir a Estrasburg. El 1895 hi fou instal·lada en homenatge seu una escultura d'Alfred Marzolff.

## Obres
- Fleurette (1864)
- Irmgard (1876)
- Der Rattenfänger von Hameln (1879)
- Der wilde Jäger (1881)
- Der Trompeter von Säkkingen (1884)
- Otto der Schütz  (1886)
- Die Rose von Strassburg (1890)